# ویلیام هنری پفرینگر الکینز
ویلیام هنری پفرینگر الکینز (انگلیسی: William Henry Pferinger Elkins; ۱۳ ژوئن ۱۸۸۳ – ۱۹۶۴) پرسنل نظامی اهل کانادا بود.